# Cindy Klassen
Cynthia Nicole „Cindy” Klassen (ur. 12 sierpnia 1979 w Winnipeg) — kanadyjska łyżwiarka szybka, wielokrotna medalistka olimpijska, wielokrotna medalistka mistrzostw świata oraz zdobywczyni Pucharu Świata.

## Kariera
Początkowo trenowała hokej na lodzie; zrezygnowała z uprawiania tej dyscypliny, kiedy nie znalazła się w składzie reprezentacji na igrzyska w Nagano w 1998 roku. Podjęła wówczas regularne treningi łyżwiarskie. Specjalizowała się w średnich i dłuższych dystansach. Pierwszy sukces osiągnęła w 2001 roku, kiedy na dystansowych mistrzostwach świata w Salt Lake City zdobyła brązowy medal w biegu na 1500 m. W zawodach tych wyprzedziły ją jedynie Niemka Anni Friesinger oraz Maki Tabata z Japonii. Na rozgrywanych dwa lata później dystansowych mistrzostwach świata w Berlinie zajęła trzecie miejsce w biegu na 1000 m, przegrywając z Friesinger i Amerykanką Jennifer Rodriguez. Na obu tych dystansach zdobyła medale podczas mistrzostw świata w Seulu w 2004 roku. Zajęła wtedy trzecie miejsce na 1000 m i drugie na 1500 m, ulegając tylko Friesinger. Najlepsze wyniki osiągnęła na mistrzostwach świata w Inzell w 2005 roku, gdzie była najlepsza w biegach na 1500 i 3000 m, a wspólnie z koleżankami z reprezentacji zajęła drugie miejsce w biegu drużynowym. Kolejne medale zdobyła na rozgrywanych w 2007 roku mistrzostwach świata w Salt Lake City 2007, gdzie była druga w biegu na 1500 m i trzecia na dwukrotnie dłuższym dystansie. Wspólnie z Brittany Schussler i Christine Nesbitt zwyciężyła w biegu drużynowym na mistrzostwach świata w Inzell w 2011 roku, jednak w startach indywidualnych plasowała się poza podium. Kanadyjki z Klassen w składzie zajęły też drugie miejsce podczas dystansowych mistrzostw świata w Heerenveen rok później.
Klassen zdobyła także pięć medali mistrzostw świata w wieloboju: złote podczas MŚ w Göteborgu (2003) i MŚ w Calgary (2006), srebrne na MŚ w Heerenveen (2002) i MŚ w Moskwie (2005) oraz brązowy na MŚ w Heerenveen (2007). Ponadto na rozgrywanych w 2003 roku mistrzostwach świata w wieloboju sprinterskim w Calgary zdobyła srebrny medal. Rozdzieliła wtedy na podium Niemkę Monique Garbrecht-Enfeldt i Japonkę Shihomi Shin’yę. W tej samej konkurencji była też trzecia podczas sprinterskich mistrzostw świata w Hamar w 2007 roku, gdzie lepsze były Anni Friesinger i Ireen Wüst z Holandii.
W 2002 roku wzięła udział w zimowych igrzysk olimpijskich w Salt Lake City, zdobywając brązowy medal na dystansie 3000 m. W wyścigu tym uległa jedynie Niemce Claudii Pechstein i Renate Groenewold z Holandii. Na tych samych igrzyskach była też czwarta w wyścigach na 1500 i 5000 m. Na krótszym z tych dystansów w walce o medal lepsza była Jennifer Rodriguez, a na dłuższym wyprzedziła ją rodaczka, Clara Hughes. Na rozgrywanych cztery lata później igrzyskach w Turynie zdobyła medale we wszystkich swoich startach. W pierwszej konkurencji, biegu na 3000 m, była trzecia za Holenderkami Ireen Wüst i Renate Groenewold. Następnie zajęła drugie miejsce w biegu na 1000 m, przegrywając tylko z Holenderką Marianne Timmer. Trzy dni później zwyciężyła w biegu na 1500 m, wyprzedzając inną Kanadyjkę Kristinę Groves oraz Ireen Wüst. Kolejny brązowy medal wywalczyła w biegu na 5000 m, w którym na podium stanęły też Clara Hughes i Claudia Pechstein. Ponadto wspólnie z Kristiną Groves, Clarą Hughes, Christine Nesbitt i Shannon Rempel zdobyła srebrny medal w biegu drużynowym. Klassen zdobyła tym samym najwięcej medali spośród wszystkich sportowców startujących w tych igrzyskach. Dorobek Klassen z 2006 roku jest też rekordem medali zdobytych przez kanadyjskiego sportowca podczas jednych igrzysk. Za te osiągnięcia w tym samym roku została uhonorowana Nagrodą Oscara Mathisena.
Wielokrotnie stawała na podium zawodów Pucharu Świata, odnosząc przy tym trzynaście zwycięstw indywidualnych i siedem drużynowych. W sezonach 2002/2003 i 2004/2005 zwyciężała w klasyfikacji końcowej 1500 m, w sezonie 2005/2006 była druga, a sezon 2001/2002 ukończyła na trzeciej pozycji. Ponadto w sezonie 2005/2006 zwyciężyła w klasyfikacji 3000 m/5000 m, a w sezonie 2002/2003 była trzecia w tej klasyfikacji.
Ustanowiła czternaście rekordów świata.

## Rekordy życiowe
- 500 m - 37,51
- 1000 m - 1:13,11 (rekord świata)
- 1500 m - 1:51,79 (rekord świata)
- 3000 m - 3:53,34 (rekord świata)
- 5000 m - 6:48,97